# HMS Cairo
La HMS Cairo (Pennant number D87) è stata un incrociatore leggero classe C, tipo Carlisle, della Royal Navy. Venne impostato nei cantieri Cammell Laird il 17 novembre 1917, varato il 19 novembre 1918 ed entrato in servizio il 23 settembre 1919, a prima guerra mondiale già terminata.

## Servizio
All'ingresso in servizio la Cairo venne assegnata alla base cinese, per poi servire tra il 1921 ed il 1925 nelle Indie orientali. Di nuovo assegnata alle acque cinesi fino al 1927 servì poi nelle Indie occidentali britanniche. Tra il 1928 ed il 1930 servì quindi nella Mediterranean Fleet come ammiraglia di una squadriglia di cacciatorpediniere.
Tra il 1931 ed il 1932 venne sottoposta a un raddobbo dopodiché divenne ammiraglia del Commodoro in comando ai cacciatorpediniere della Home Fleet. Rimase in questa posizione per cinque anni per poi essere trasferita in riserva. Il 4 novembre 1937 venne decisa la sua conversione in incrociatore antiaereo e la Cairo tornò in servizio nel 1939 appena prima dello scoppio della seconda guerra mondiale. Negli ultimi mesi del 1939 operò con compiti di scorta ai convogli nel Mare del Nord e per fornire copertura antiaerea alle navi della flotta. Nel mese di aprile 1940 partecipò alle operazioni della Campagna di Norvegia, scortando convogli di truppe britanniche e francesi a Narvik e Namsos. Tra aprile e maggio venne sottoposta a dei brevi lavori nel cantiere di Rosyth. Il 18 maggio paetecipò al salvataggio dell'equipaggio della Effingham, affondata dopo la collisione con uno scoglio. Il 28 maggio venne danneggiata in un attacco aereo al largo della Norvegia, riuscendo comunque a tornare in patria. Nei mesi di giugno e luglio rimase nuovamente in cantiere e durante questo periodo venne installato un radar Tipo 279 per l'individuazione di aerei nemici.
Tornata in servizio continuò a servire nella Home Fleet con compiti di copertura antiaerea, proteggendo anche delle operazioni di posa di mine nel Mare del Nord. Nel mese di dicembre rimase danneggiata durante una tempesta e rimase in cantiere per riparazioni fino al gennaio 1941. Durante i lavori venne anche installato un nuovo radar collegato con le batterie antiaeree principali. Dal mese di maggio venne assegnata alla Irish Sea Force per proteggere le navi in arrivo in Gran Bretagna da ovest con base sul Clyde e successivamente a Belfast. Tra dicembre e gennaio rimase nuovamente in cantiere per lavori e il 9 febbraio salpò per Murmansk trasportando una delegazione commerciale attesa per una conferenza con delegati sovietici. Il 13 aprile venne distaccata a Gibilterra insieme all'incrociatore Charybdis per partecipare ad una missione di lancio di aerei Spitfire verso Malta. Il 21 aprile a missione completata tornò in patria venendo riassegnata alla Irish Sea Force. Nel mese di giugno tornò nel Mediterraneo per partecipare ad una missione analoga, l'Operazione Harpoon, sfociata nella battaglia di mezzo giugno. Il 15 giugno venne colpita da un proiettile da 152 mm riportando gravi danni ma riuscì a raggiungere Malta il giorno successivo con i due mercantili superstiti del convoglio. Il 20 giugno, tornato a Gibilterra, entrò in cantiere per riparazioni, tornando in servizio la settimana successiva e rimanendo assegnata alle operazioni di rifornimento dell'isola. L'11 agosto salpò diretto a Malta per scortare il convoglio denominato Operazione Pedestal. Durante la battaglia che ne seguì venne colpito il giorno successivo da due siluri lanciati dal sommergibile italiano Axum al largo di Biserta. I sopravvissuti vennero recuperati dal cacciatorpediniere Wilton e la Cairo venne finita dai cannoni della Derwent. Ventiquattro marinai persero la vita nell'azione.